# Selma (Alabama)
Pour les articles homonymes, voir Selma.
Selma est une municipalité américaine, siège du comté de Dallas en Alabama.
Selon le recensement de 2010, sa population est de 20 756 habitants. Environ 80% de la population est afro-américaine.
La municipalité s'étend sur 14,40 milles carrés (37,3 km2), dont 0,59 milles carrés (1,53 km2) d'étendues d'eau. Elle doit son nom aux Chansons de Selma d'Ossian.

## Droits civiques
Annie Lee Cooper, militante afro-américaine des droits civiques participe aux marches de Selma à Montgomery en 1965. Elle est connue pour avoir frappé en janvier 1965 le shérif du Comté de Dallas, Alabama, Jim Clark.
La ville est surtout connue pour les marches de Selma à Montgomery en mars 1965, trois marches pour les droits civiques qui sont toutes parties de Selma, notamment de l'église épiscopale méthodiste africaine Brown, et dont seule la 3e, le 25 mars, est arrivée avec succès à Montgomery.

## Histoire
Auparavant, elle était également célèbre comme site historique de la guerre de Sécession où s'est déroulée une importante bataille, la bataille de Selma.
- Lors de la guerre de Sécession :
  - le cuirassé Tennessee (« ironclad », à coque en fer) est mis sur cale en octobre 1862, à Selma lors de la bataille de Mobile ;
  - le 2 avril 1865, la bataille de Selma, l'une des dernières grandes batailles de la guerre, voit la victoire des troupes de l'Union sur les Confédérés sudistes menés, en vain mais avec une grande bravoure, par Nathan Bedford Forrest.

## Personnalités liées à la commune
- Marie Foster (1917 – 2003), militante pour le mouvement des droits civiques des noirs américains aux États-Unis

- Mia Hamm (1972-), joueuse de football américaine, est née à Selma.

## Démographie
| 1830 | 1840  | 1850  | 1860  | 1870  | 1880  | 1890  | 1900  |
| ---- | ----- | ----- | ----- | ----- | ----- | ----- | ----- |
| 401  | 1 199 | 3 073 | 3 177 | 6 484 | 7 529 | 7 622 | 8 713 |

| 1910   | 1920   | 1930   | 1940   | 1950   | 1960   | 1970   | 1980   |
| ------ | ------ | ------ | ------ | ------ | ------ | ------ | ------ |
| 13 649 | 15 589 | 18 012 | 19 834 | 22 840 | 28 385 | 27 379 | 26 684 |

| 1990   | 2000   | 2010   | - | - | - | - | - |
| ------ | ------ | ------ | - | - | - | - | - |
| 23 755 | 20 512 | 20 756 | - | - | - | - | - |